# Kalvön, Värmdö kommun

Kalvön är en ö i Djurö socken i Värmdö kommun, norr om Boda på Värmdölandet och väster om Puttisholmen. Ön har en yta av 49 hektar.
Kalvön tillhörde tidigare Sunds gård som hade ett torp vid Hemviken på Kalvön. 1912 byggdes även en fyr på ön. På Kalvöns västra udde fanns fram till 1950-talet en fyrvaktarstuga. Den gamla toppstugan revs 2000 för att ersättas av ett nytt bostadshus.